# Haplovalva ametris
Haplovalva ametris är en fjärilsart som beskrevs av Edward Meyrick 1921. Haplovalva ametris ingår i släktet Haplovalva och familjen stävmalar. Inga underarter finns listade i Catalogue of Life.